# British Racing Motors

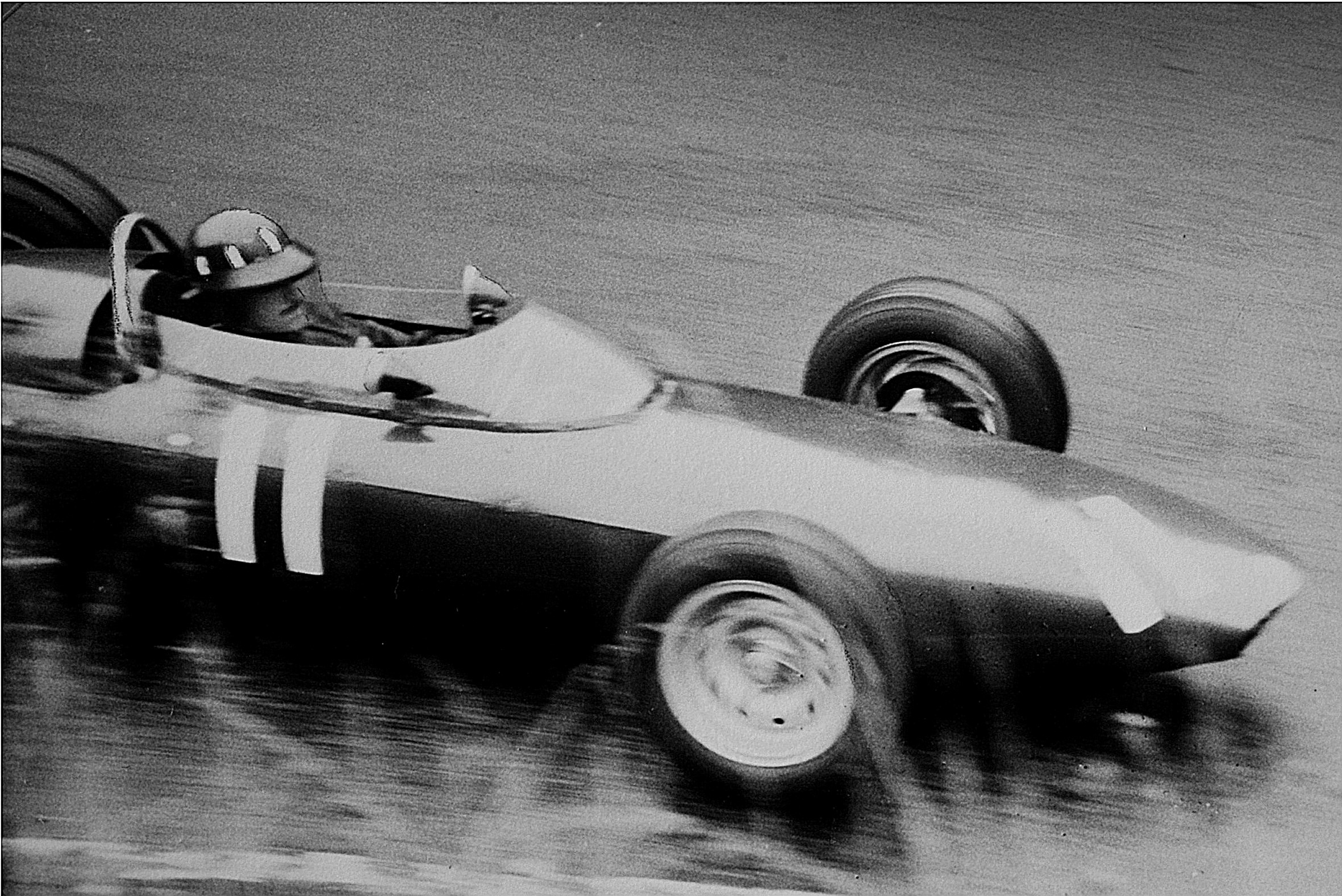
Graham Hill en 1962.

British Racing Motors, generalmente conocido como BRM, o también Owen Racing Organisation, fue un equipo británico de Fórmula 1. Fundado en 1945, compitió desde 1950 a 1977, participando en 197 Grandes Premios y ganando 17. En 1962 el equipo BRM ganó el título de constructores, a la vez que su piloto Graham Hill ganó el campeonato mundial. En 1963, 1964, 1965 y 1971, BRM fue subcampeón en el Campeonato de Constructores.
La fábrica principal de BRM estaba en Spalding Road, Bourne, Lincolnshire, detrás de la casa de Eastgate, hogar de su líder, Raymond Mays.
El desarrollo más notable de BRM fue el motor de competición V16 a 135.º de 1,5 litros, que era muy potente en la época para su cilindrada. Tenía el defecto de que la potencia decaía excesivamente fuera de un rango muy pequeño de régimen de giro. Por ello, para poder aprovechar su capacidad al máximo, eran necesarios muchos cambios de velocidad por parte de los pilotos. Este motor fue notable tanto por ser una valiente tentativa en el desarrollo de motores, como por su distintivo sonido.
Cuando la regulación de 1,5 litros atmosférico (es decir, no sobrealimentados) de Fórmula 1 fue introducida, BRM logró construir un motor diseñado por Aubrey Woods (el BRM P56 V8) que estaba a la par con el Dino V6 utilizado por Ferrari y el Coventry Climax V8 utilizado por otros equipos británicos. Un automóvil modelo P578 con este motor ganó el Campeonato Mundial, con Graham Hill como piloto.
Sin embargo, BRM falló en su entrada a la regulación de 3 litros rechazando la propuesta de Aubrey Woods de construir un motor V12, decantándose por un extraño motor H 16 (BRM 75). Este motor era potente pero pesado y poco fiable, tenía poco par y un centro de gravedad alto. La razón de esta elección sigue siendo un misterio, pero es probable que el H 16 fuera seductor para BRM porque compartía algunas partes con el V8 1,5 litros. En ese momento, BRM se ganó el sobrenombre de "British Racing Misery". A pesar de todo, debido a la escasez de motores de 3 litros para F1 en ese momento, el H 16 fue vendido a Lotus, y Jim Clark logró ganar un Gran Premio con un coche con este motor.
Tiempo después, la firma vendió motores a otros equipos como John Wyer, McLaren y Matra.

## Historia
Al comienzo de la Fórmula 1, los constructores italianos reinaban en los Grandes Premios. El equipo británico BRM fue creado con el propósito de contrarrestar este dominio. El equipo British Racing Motors fue fundado en 1945 por Raymond Mays, quien también fundó ERA, un equipo más modesto. Desde el principio, BRM fue un proyecto importante: esperaban desarrollar un motor V16 que rindiera más de 600 caballos. La primera carrera fue muy decepcionante: el piloto francés Raymond Sommer completó un fin de semana para olvidar. El coche había llegado tarde a la clasificación, por lo que tuvo que colocarse en la parte trasera de la parrilla. Cuando se dio la salida, el coche rompió el eje de la transmisión, y se quedó clavado allí mismo. Los espectadores británicos, decepcionados, arrojaron monedas al coche retirado. Sin embargo, al mes siguiente Reg Parnell ganó el Trofeo de Goodwood. Y al año siguiente, el BRM haría su debut en el Mundial de Fórmula 1.
Un cambio en la reglamentación de la Fórmula 1 adoptado en 1951 para la temporada de 1953 permitía dos tipos de motores: los motores atmosféricos podían tener hasta un máximo de 2,5 litros de cilindrada, mientras que los sobrealimentados se limitaban a 750 cc. Por este motivo, los BRM con motores V16 solo llegaron a disputar una carrera del Campeonato del Mundo, tomando la salida en Silverstone en 1951. Parnell se las arregló para terminar la carrera en 5.ª posición, a 5 vueltas del vencedor, el Ferrari de José Froilán González. El motor V16 fue abandonado rápidamente.
En 1952, Sir Alfred Owen decidió retomar las riendas del equipo BRM. No se lograrían más victorias en los años siguientes, pero los segundos puestos de Froilán González en Albi (en 1953) y en Brooks (en 1956), serían más que suficientes para las posibilidades del equipo en esos momentos. Ese mismo año de 1956, BRM reanudó su participación en el Campeonato del Mundo de Fórmula 1 en Gran Bretaña, corriendo en Silverstone. Mike Hawthorn había logrado un prometedor tercer puesto en la parrilla, pero finalmente no pudo vencer.

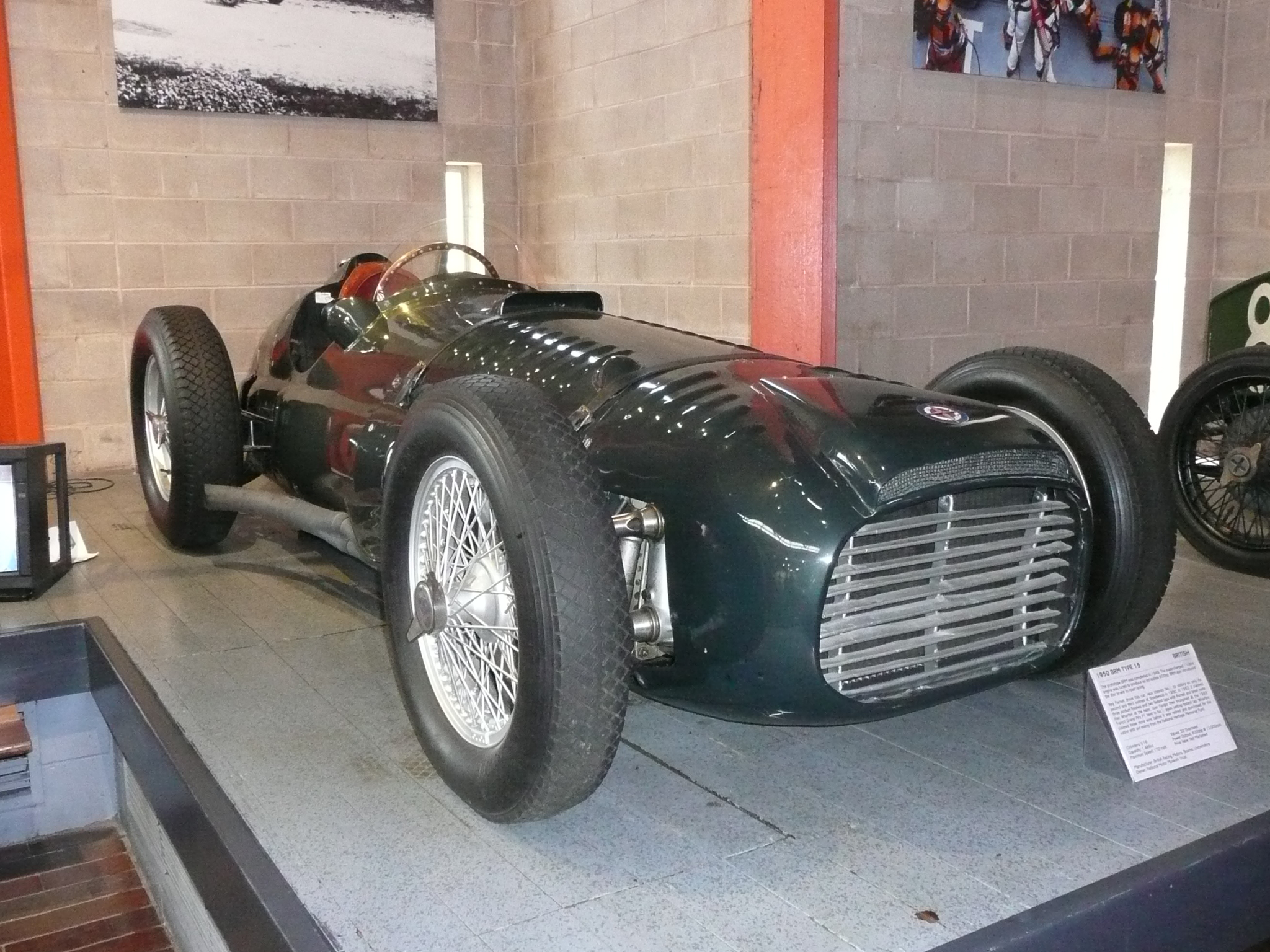
Un BRM Tipo 15 (1950)

En 1957, la situación no había mejorado durante la temporada, ni los coches habían logrado finalizar carreras. La temporada siguiente, el equipo BRM comenzó el campeonato con todos sus recursos, con los pilotos Harry Schell y Jean Behra, que terminaron segundo y tercero, respectivamente, en Zandvoort, detrás del Vanwall de Stirling Moss. En 1959, Jo Bonnier ganaría el Gran Premio de los Países Bajos. En 1960, Graham Hill se dio cuenta del gran potencial de conducción del P48, pero los numerosos abandonos arruinaron su temporada. En 1961, Hill obtuvo varios podios en distintas carreras fuera del campeonato, pero no los que realmente eran puntuables.
Y en 1962, la situación empieza a cambiar. Gracias al trabajo realizado en el motor V8 de BRM, Graham Hill consiguió ganar por primera vez una carrera del campeonato en Holanda, la primera de la temporada. También obtuvo un segundo lugar en Bélgica, y ganó las carreras de Nürburgring y Monza; y se iba a jugar el título contra Jim Clark y su Lotus. En Sudáfrica, Clark lideraba la carrera, pero una fuga de aceite en su Lotus les dio a Graham Hill y a BRM los títulos de pilotos y de constructores.

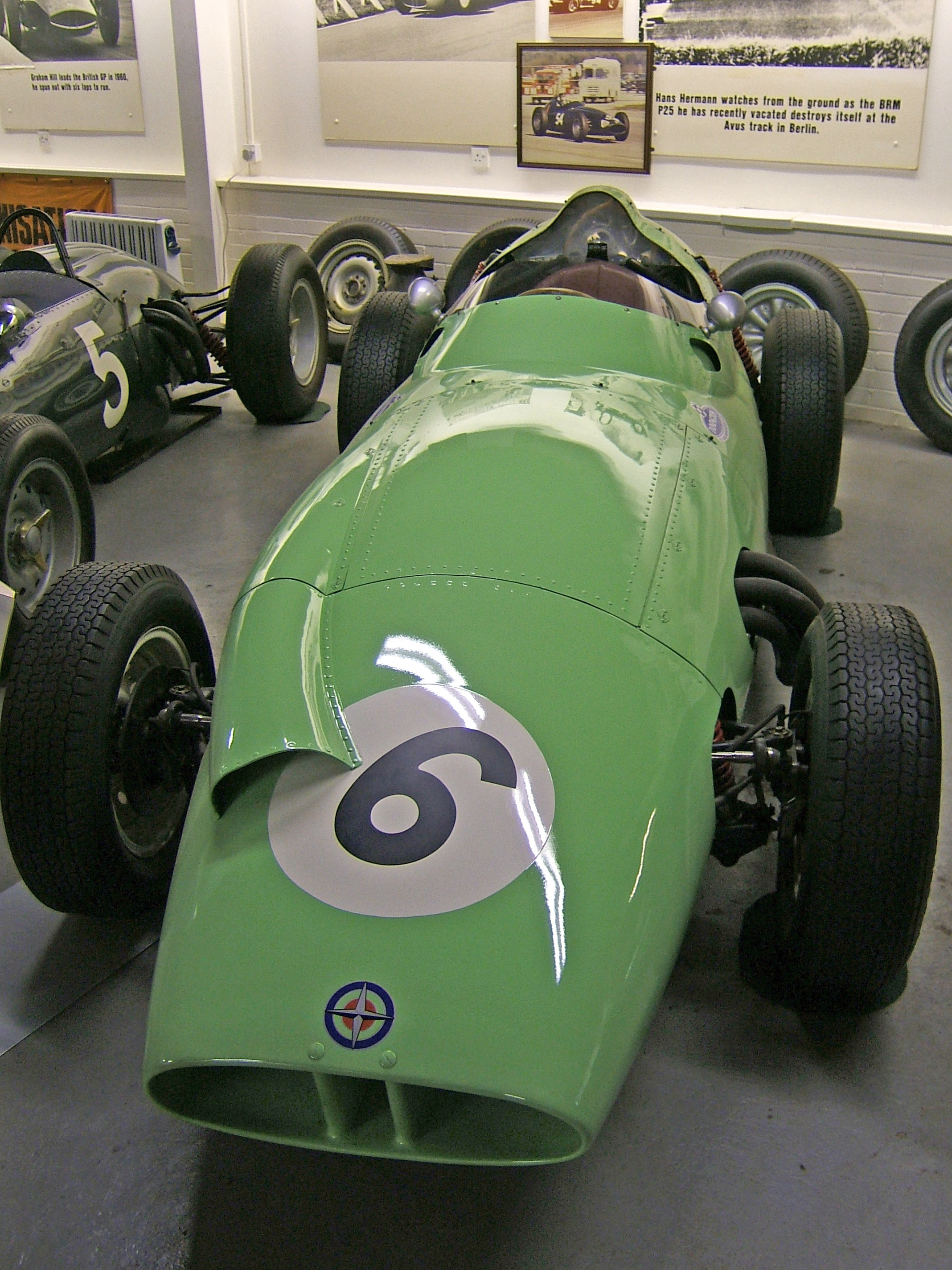
BRM P25 con el que Stirling Moss obtuvo el segundo lugar en el Gran Premio de Gran Bretaña de 1959

En 1963, Jim Clark y Lotus volvieron a dominar el campeonato, y apenas permitieron que Hill ganase en Mónaco y en los EE. UU. En 1964, Hill volvió a luchar por el título hasta la última carrera, donde (tras el abandono de Clark) Hill y Bandini lucharon entre sí, permitiéndole a Surtees llevarse la prueba. A la última carrera, el Gran Premio de México, Graham Hill llegó con cinco puntos de ventaja respecto a John Surtees. En aquel Gran Premio, Lorenzo Bandini, compañero de Surtees en Ferrari, echó de la pista a Hill y permitió a Surtees adelantarle, cediéndole la segunda plaza de la carrera que le aseguró a Surtees el título mundial. Si todos los puntos de la temporada hubieran sido contabilizados (solo se sumaban los 6 mejores resultados en 10 pruebas), Hill y BRM hubieran sido campeones. En 1965, Jim Clark dominó de nuevo, pero Hill y Jackie Stewart obtuvieron tres victorias entre ambos. Una vez más, si todos los puntos de la temporada se hubieran contabilizado, BRM hubiera sido campeón del mundo de constructores.
En 1966, antes del cambio de reglas para los motores, BRM decidió utilizar el motor H16. Anteriormente, Graham Hill había ganado carreras en la Serie Tasman y Stewart en Mónaco. Pero después de la introducción de este nuevo motor, solo Jim Clark triunfó con un Lotus, mientras que en BRM, solamente Stewart consiguió un segundo puesto en Spa en la temporada de 1967. En 1968, BRM regresó con un motor más convencional, un V12 con el que Dick Attwood y Pedro Rodríguez de la Vega acabaron en el podio. En 1969, el coche era muy deficitario en cuanto a fiabilidad y rendimiento.
En 1970, el P153 permite al piloto mexicano Pedro Rodríguez que BRM vuelva a obtener de nuevo victorias al ganar en Spa-Francorchamps, no sin tener antes algunas dificultades después de una lucha feroz con Chris Amon. Pero durante toda la temporada, el coche no resultó tan bueno como podría haberse esperado. La temporada siguiente, Rodríguez murió durante un accidente en las 200 millas de Norisring. Jo Siffert logró ganar en Austria. Tras este éxito, se pudo ver un memorable final de cierre de carrera en el Gran Premio de Italia de 1971, el piloto británico Peter Gethin se alzó con la victoria con su BRM por tan solo 61 milésimas de ventaja sobre el March-Ford del sueco Ronnie Peterson. En 1972, el único BRM que logró ganar fue gracias a Jean-Pierre Beltoise, que se impuso en la carrera de Mónaco bajo un fuerte aguacero. La temporada de 1972 fue caótica para el equipo, ya que Louis Stanley planeó inicialmente montar hasta seis coches de diseños variados (tres para conductores establecidos, y otros tres para privados y jóvenes conductores), incluyendo P153, P160 y P180. En la práctica, llegaron a inscribirse hasta cinco coches en una misma carrera, en una mezcla de conductores de pago y patrocinados, hasta que se hizo evidente que el equipo estaba completamente sobrecargado y los patrocinadores insistieron en que el equipo debía reducirse a un nivel más razonable. Uno de sus pilotos, Helmut Marko, sufrió un accidente en el que perdió un ojo en el Gran Premio de Francia de ese año.

### Decadencia y desaparición
En 1973, además de Beltoise, formaron la escudería jóvenes pilotos, como el entonces desconocido austríaco Niki Lauda y el suizo Clay Regazzoni, que a duras penas alcanzaron el podio. Al final de la temporada, la Organización Owen decidió retirarse. Este fue comienzo del fin para BRM. En 1974, se presentó el nuevo BRM P201 diseñado por Mike Pilbeam, en el que destacaba el chasis monocasco en forma de pirámide. Beltoise terminó segundo en Kyalami, pero toda la temporada había sido desastrosa. En 1975, el equipo contrata a un solo piloto, Mike Wilds, sustituido posteriormente por Bob Evans, pero ninguno de ellos mejoraría los resultados del equipo. En 1976, BRM solo participó en una carrera, la de Brasil, con Ian Ashley que no pudo terminarla, y el equipo decidió no volver a participar en toda la temporada. BRM hace un corto regreso en 1977 con el nuevo P207, que fue un rotundo fracaso. Larry Perkins debía pilotar los Grandes Premios en la temporada final de BRM, pero en las últimas carreras fue reemplazado por Conny Anderson, Guy Edwards y Teddy Pilette, que nunca lograron clasificarse. En 1978, BRM decidió participar en la serie Fórmula Aurora con Pilette, con poco éxito.
La marca fue refundada en inicios de los 90 por el empresario John Mangoletsi, quien contó con el apoyo de la Organización Owen. Con su BRM P351 llegaron a competir en las 24 Horas de Le Mans 1992, pero un incendio en el coche obligó a los pilotos a abandonar la carrera. Más tarde, Keith Wiggins (propietario de Pacific Racing) compró el P351 y lo adaptó al reglamento del International Sports Racing Series, pero el proyecto finalmente fue cancelado.

### Motores

#### BRM V16
La fábrica de BRM se estableció en Spalding Road, Bourne, Lincolnshire, detrás de Eastgate House, la casa de la familia Mays, en un edificio llamado La Maltings. En una etapa anterior había alojado los talleres de English Racing Automobiles. Desocupado en 1939, había sido utilizado en 1944 como zona para un Regimiento de Paracaidistas. Varias personas involucradas en los proyectos de BRM procedían de ERA, a la que habían pertenecido Harry Mundy y Eric Richter. El equipo también tuvo acceso a un laboratorio en el aeródromo de Folkingham.
Durante la posguerra, las normas en cuanto al tipo de motores utilizables en los grandes premios limitaban la cilindrada a 1,5 litros en propulsores sobrealimentados, y a su vez eran permitidos los motores de hasta 4,5 litros de aspiración atmosférica. El primer diseño de un motor BRM fue un muy ambicioso V16 sobrealimentado de 1,5 litros. Rolls-Royce fue contratado para producir compresores centrífugos, en lugar de los más comúnmente utilizados del tipo Roots. Peter Berthon contaba con experiencia en motores del tipo EFI con sobrealimentación desde que había estado trabajando durante la guerra en los motores aeronáuticos Rolls-Royce en Derby. El concepto del diseño de un motor V16 no había sido utilizado ampliamente en los automóviles con anterioridad, así que los problemas de diseño fueron muchos y el motor no estuvo a punto para una primera prueba hasta junio de 1949. Resultó ser excepcionalmente potente, pero esta potencia se entregaba en un margen muy limitado de revoluciones del motor. Si el acelerador no se manejaba con gran cuidado, el coche derrapaba debido a que los neumáticos estrechos eran incapaces de transmitir los incrementos de potencia a la carretera. Esto hizo que el coche fuese muy delicado de conducir. El ingeniero Tony Rudd fue adscrito a BRM por Rolls-Royce para desarrollar el sistema de sobrealimentación, y se mantuvo ligado a BRM durante casi 20 años.
El Tipo 15, que fue la designación para el coche con motor V16, ganó sus primeras dos primeras carreras al comienzo, en las categorías de la Fórmula Libre y en los eventos no puntuables de la Fórmula 1 disputados en Goodwood en septiembre de 1950, conducido por Reg Parnell. Sin embargo, nunca pudo tener tanto éxito otra vez. El motor resultó poco fiable y difícil de desarrollar, y el equipo no estaba dedicado a la tarea de mejorar dicha situación. Una serie de fallos produjo vergonzosas situaciones muy criticadas por la prensa, y los problemas fueron resueltos muy tarde, cuando la Commission Sportive Internationale anunció en 1952 que para 1954, una nueva fórmula con motores de 2,5 litros atmosféricos o de 750 cc sobrealimentados entraría en vigor.
Mientras tanto, los organizadores de todos los Grandes Premios elegidos como puntuables para el Campeonato del Mundo, decidieron adaptar sus carreras a la Fórmula 2 para los dos años siguientes, y como Alfa Romeo se había retirado de las carreras y BRM fue incapaz de presentar vehículos dignos, Ferreri se quedó sin ninguna oposición creíble más allá de los anticuados Lago-Talbot o de algún coche del fabricante O.S.C.A. El V16 siguió participando hasta mediados de los años cincuenta en pruebas menores no puntuables de Fórmula 1 y en eventos británicos de Fórmula Libre. Las batallas contra Tony Vandervell al volante de sus Ferrari 375 Especiales siguieron siendo un elemento destacado de la escena británica.

#### BRM H16

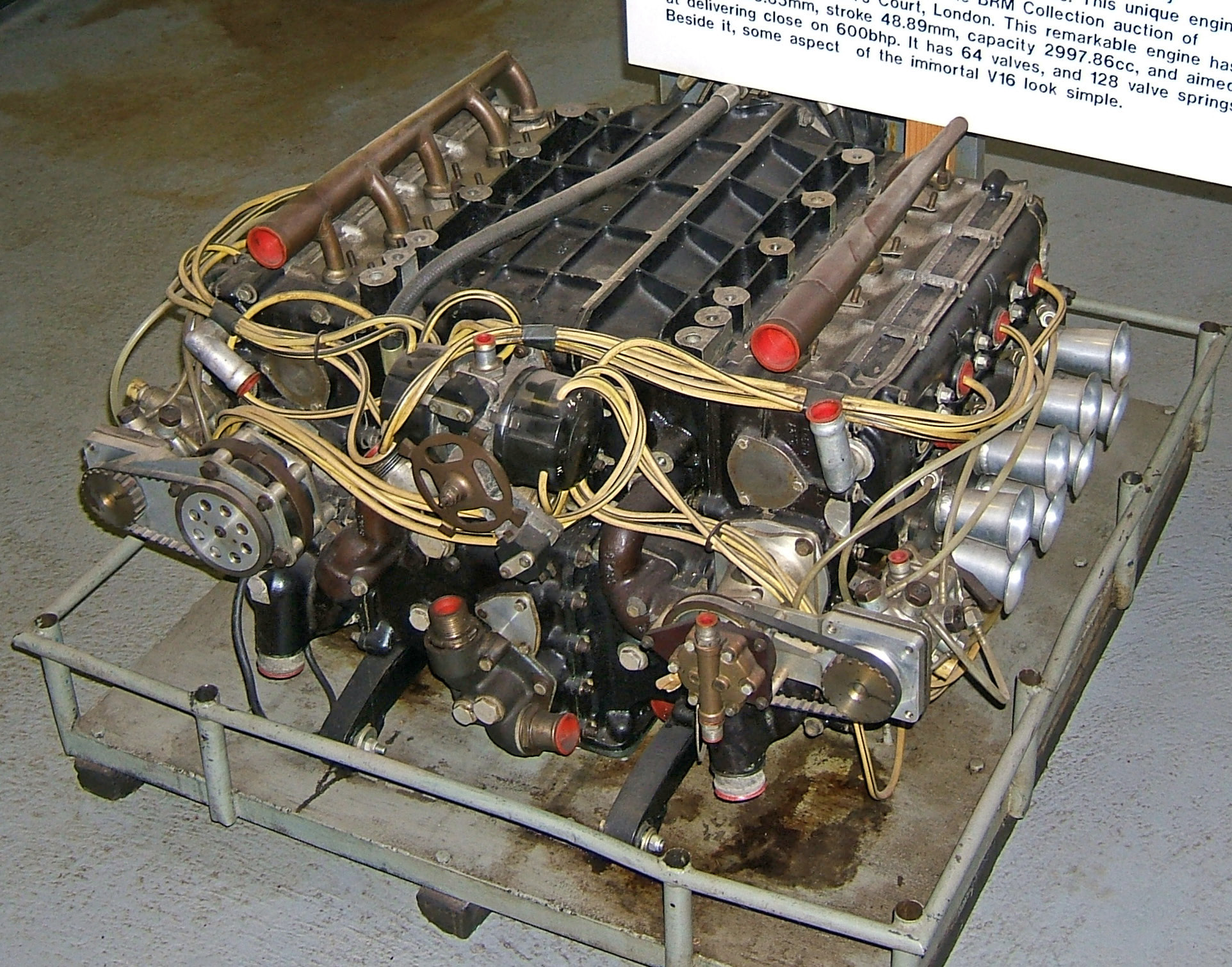
Motor H16

Para 1966, la nueva regulación permitió diseñar motores de 3.0 litros atmosféricos (o motores de 1,5 litros sobrealimentados). BRM rechazó la propuesta de Peter Berthon y de Aubrey Woods de construir un motor V12, y en su lugar se construyó un motor muy complejo, diseñado por Tony Rudd y Johnson Geoff, el H16 (BRM Tipo 75), que utilizaba esencialmente dos motores Flat-8 (derivados de su motor de 1.5 L V8) uno encima del otro, con los cigüeñales engranados.

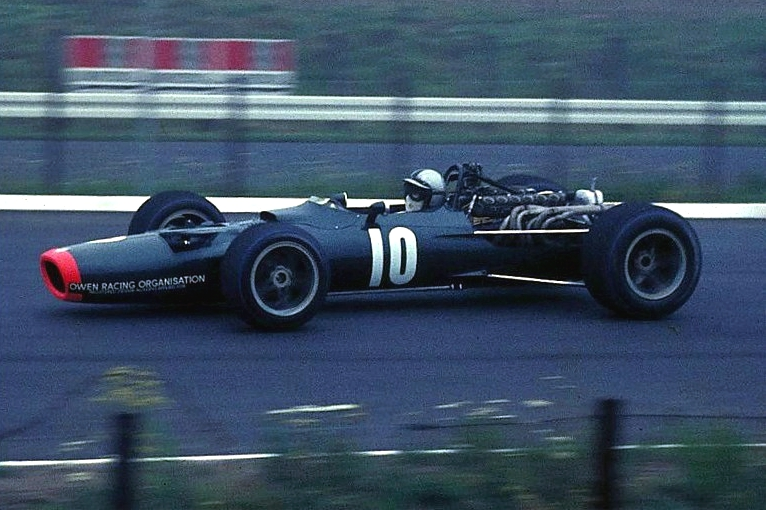
Pedro Rodríguez en el BRM P133 durante el GP de Nürburgring en 1968

BRM encontró que la configuración del H16 (2,75 x 1.925 en, 69.85 x 48.895 mm) era muy atractiva, ya que estaba previsto inicialmente para compartir elementos de diseño y componentes con el V8 de 1.5 l con mucho éxito. Aunque el motor era potente, resultó muy pesado y poco fiable. Rudd llegó a afirmar que sus dibujos no fueron seguidas con exactitud y muchas de las piezas de fundición eran mucho más gruesas y más pesadas de lo que se había especificado. Cuando se entregó a Lotus su primer H16, fueron necesarios seis hombres para llevarlo de la camioneta al taller. En aquella época, BRM se ganó el apodo de "La miseria británica de las carreras". BRM, Lotus , y distintos pilotos privados habían estado utilizando versiones del motor BRM 1.5 V8 ampliadas hasta 2,1 litros en 1966, siendo tan competitivos como los motores de 3.0 litros, que además fueron muy escasos en ese primer año de la nueva normativa. Lotus también utilizó el H16 como solución provisional hasta que el Cosworth DFV estuviese listo. El Lotus 43 de Jim Clark logró ganar con este motor el Gran Premio de EE. UU. en Watkins Glen. Fue la única victoria de este motor en una carrera del Campeonato Mundial. Lotus construyó un coche similar al Lotus 42 diseñado para Indianápolis, pero con una versión de 4.2 L del H16 (2.9375 x 2.36, 74.61 x 59.94 mm), pero nunca fue un modelo competitivo. Los coches siguieron corriendo con motores V8 de Ford en su lugar. El motor H16 fue rediseñado con una culata para las válvulas que tenía un ángulo estrecho de 4.º, y piezas de fundición de magnesio principalmente para reducir el peso y aumentar la potencia, pero nunca compitió en ningún coche (estaba previsto para el BRM P115 de 1967). BRM decidió utilizar la unidad V12 que estaba vendiendo a otros equipos de F1 con resultados alentadores.

#### BRM V12
El H16 fue reemplazado por un V12 de (2.9375 x 2.25, 74.61 x 57.15 mm) diseñado por Geoff Johnson. Se había diseñado para su uso en coches deportivos, pero fue utilizado por primera vez en la F1 por el McLaren M5A. De vuelta a los talleres, los primeros años de la era V12 fueron de escasos resultados. En 1967 el diseño de dos válvulas por cilindro rendía alrededor de 360 CV (270 kW) a 9000 rpm. En 1968 esta cifra había aumentado a 390 CV (290 kW) a 9750 rpm. Geoff Johnson actualizó el diseño mediante la adición de una culata de cuatro válvulas por cilindro (basada en la del H16), lo que mejoraría la potencia de los V12 hasta obtener unos 452 CV (337 kW) a 10.500 rpm y, finalmente, se obtendrían 465 CV (347 kW) durante 1969. En 1973 Louis Stanley alegó que incluso se alcanzaron los 490 CV (370 kW) a 11.750 rpm. El primer chasis para un motor V12 (el P133) fue diseñado de forma independiente por Len Terry; el P139 posterior fue diseñado y construido en sus propios talleres. Sumándose a John Surtees como primer piloto del equipo, el mexicano Pedro Rodríguez se enroló en el equipo semiprofesional de Parnell. El tiempo que Surtees estuvo en BRM nunca fue fructifero para él, y a pesar del hecho de que se estaba desarrollando un coche de efecto suelo del tipo "coche ala", este nunca se construyó y las actuaciones del equipo fueron mediocres. Surtees abandonaría después de una temporada sin triunfos en 1969, junto con Tony Rudd, que se fue a Lotus (inicialmente para una carrera), y Geoff Johnson, quien partió hacia Austin Morris.
El equipo se reagrupó con nuevos pilotos y Tony Southgate como diseñador, y obtuvo su primera victoria con un V12 con Pedro Rodríguez en el Gran Premio de Bélgica de 1970 al volante de un P153, con nuevas victorias de Jo Siffert, Gethin y Pedro en 1971 con el P160. El equipo había llegado a uno de los picos intermitentes de su éxito. Lamentablemente tanto Siffert como Rodríguez murieron en accidente antes de la temporada de 1972 y el equipo tuvo que reorganizarse por completo. Su última victoria fue con Jean-Pierre Beltoise, que había hecho una carrera impresionante que ganó bajo la lluvia en el Gran Premio de Mónaco con el P160 en 1972. La campaña de 1972 fue en general caótica: tras haber adquirido el patrocinio principal, Louis Stanley había previsto inicialmente que compitieran hasta seis coches BRM, pero finalmente solo tres vehículos se inscribieron en las carreras en 1973, conducidos por Beltoise, Lauda y Regazzoni.
|  |  |  |

## Resultados

### Victorias
| Fecha                      | Carrera                           | Lugar             | Piloto               | Chasís | Motor    |
| -------------------------- | --------------------------------- | ----------------- | -------------------- | ------ | -------- |
| 31 de mayo de 1959         | Gran Premio de los Países Bajos   | Zandvoort         | Jo Bonnier           | P25    | 2.5L I4  |
| 20 de mayo de 1962         | Gran Premio de los Países Bajos   | Zandvoort         | Graham Hill          | P57    | 1.5L V8  |
| 5 de agosto de 1962        | Gran Premio de Alemania           | Nürburgring       | Graham Hill          | P57    | 1.5L V8  |
| 16 de septiembre de 1962   | Gran Premio de Italia             | Monza             | Graham Hill          | P57    | 1.5L V8  |
| 29 de diciembre de 1962    | Gran Premio de Sudáfrica          | East London       | Graham Hill          | P57    | 1.5L V8  |
| 26 de mayo de 1963         | Gran Premio de Mónaco             | Mónaco            | Graham Hill          | P57    | 1.5L V8  |
| 6 de octubre de 1963       | Gran Premio de los Estados Unidos | Watkins Glen      | Graham Hill          | P57    | 1.5L V8  |
| 10 de mayo de 1964         | Gran Premio de Mónaco             | Mónaco            | Graham Hill          | P261   | 1.5L V8  |
| 4 de octubre de 1964       | Gran Premio de los Estados Unidos | Watkins Glen      | Graham Hill          | P261   | 1.5L V8  |
| 30 de mayo de 1965         | Gran Premio de Mónaco             | Mónaco            | Graham Hill          | P261   | 1.5L V8  |
| 12 de Septetiembre de 1965 | Gran Premio de Italia             | Monza             | Jackie Stewart       | P261   | 1.5L V8  |
| 3 de octubre de 1965       | Gran Premio de los Estados Unidos | Watkins Glen      | Graham Hill          | P261   | 1.5L V8  |
| 22 de mayo de 1966         | Gran Premio de Mónaco             | Mónaco            | Jackie Stewart       | P261   | 1.5L V8  |
| 7 de junio de 1970         | Gran Premio de Bélgica            | Spa-Francorchamps | Pedro Rodríguez      | P153   | 3.0L V12 |
| 15 de agosto de 1971       | Gran Premio de Austria            | Österreichring    | Jo Siffert           | P160   | 3.0L V12 |
| 5 de septiembre de 1971    | Gran Premio de Italia             | Monza             | Peter Gethin         | P160   | 3.0L V12 |
| 14 de mayo de 1972         | Gran Premio de Mónaco             | Mónaco            | Jean-Pierre Beltoise | P160B  | 3.0L V12 |